# Forteczna (Góry Sowie)
 Forteczna (niem. Burgschlossberg), 535 m n.p.m. – wzniesienie w południowo-zachodniej Polsce, w Sudetach Środkowych, w Górach Sowich.
Wzniesienie położone na obszarze Parku Krajobrazowego Gór Sowich w północno-zachodniej części Gór Sowich, na północno-zachodniej ich krawędzi około 2,8 km na północ od centrum Kamionek.
Kopulaste wzniesienie o zróżnicowanej rzeźbie i ukształtowaniu oraz stromych zboczach z mało wyrazistą częścią szczytową. Wznosi się na końcu długiego grzbietu odchodzącego od Wielkiej Sowy w kierunku północno-wschodnim, który stromo opada do linii sudeckiego uskoku brzeżnego.
Wzniesienie wyraźnie wydzielają wykształcone górskie doliny: od północnego zachodu dolina Kłomnicy i Dolina Kamionkowska od południowego wschodu. Od pobliskiego wyższego wzniesienia Zameczna, położonego ok. 530 m. po południowej stronie oddzielone jest małym płytkim siodłem. Wzniesienie zbudowane z prekambryjskich gnejsów i migmatytów. Zbocza wzniesienia pokrywa niewielka warstwa młodszych osadów z okresu zlodowaceń plejstoceńskich. Cała powierzchnia wzniesienia łącznie z partią szczytową porośnięta jest lasem bukowo-świerkowym regla dolnego ze znaczną domieszką brzozy, sosny, jarzębiny i modrzewia. Zachodnim wschodnim i północnym zboczem trawersują liczne drogi leśne. U zachodniego podnóża wzniesienia, położona jest miejscowość Rościszów. Położenie wzniesienia, kształt oraz mało wyraźny szczyt czynią wzniesienie trudno rozpoznawalnym w terenie.
Na szczycie wzniesienia znajdują się słabo widoczne pozostałości obiektu obronnego o owalnym zarysie, otoczonego z trzech stron fosą. Obiekt stanowi formę pośrednią między wczesnośredniowiecznym grodem, a późnośredniowiecznym zamkiem, zbudowany został na planie trzech okręgów, centralny krąg położony jest na kulminacji. Zasięgiem obejmuje obszar o powierzchni niespełna 1,5 ha. Wyraźniejsze ślady innych umocnień znajdują się na niższym, odsłoniętym wierzchołku 433 m n.p.m., leżącym na północnym wschodzie od Fortecznej. Są to pozostałości umocnień austriackich z okresu wojny 7-letniej.